# Bóng bàn tại Đại hội Thể thao châu Á 2002
Bóng bàn được tổ chức từ 1 tháng 10 đến 9 tháng 10 tại Đại hội Thể thao châu Á 2002 ở Ulsan Dongcheon Arena, Hàn Quốc.

## Huy chương giành được
| Nội dung    | Vàng                                                                               | Bạc                                                                                     | Đồng                                                                                             |
| ----------- | ---------------------------------------------------------------------------------- | --------------------------------------------------------------------------------------- | ------------------------------------------------------------------------------------------------ |
| Đơn nam     | Bản mẫu:Lá cờIOC2medalist                                                          | Bản mẫu:Lá cờIOC2medalist                                                               | Bản mẫu:Lá cờIOC2medalist                                                                        |
| Đơn nam     | Bản mẫu:Lá cờIOC2medalist                                                          | Bản mẫu:Lá cờIOC2medalist                                                               | Bản mẫu:Lá cờIOC2medalist                                                                        |
| Đôi nam     | Bản mẫu:Lá cờIOC2team Lee Chul-Seung Ryu Seung-Min                                 | Bản mẫu:Lá cờIOC2team Kim Taek-Soo Oh Sang-Eun                                          | Bản mẫu:Lá cờIOC2team Ma Lin Kong Linghui                                                        |
| Đôi nam     | Bản mẫu:Lá cờIOC2team Lee Chul-Seung Ryu Seung-Min                                 | Bản mẫu:Lá cờIOC2team Kim Taek-Soo Oh Sang-Eun                                          | Bản mẫu:Lá cờIOC2team Wang Liqin Yan Sen                                                         |
| Đội nam     | Bản mẫu:Lá cờIOC2team Ma Lin Kong Linghui Wang Liqin Liu Guozheng Yan Sen          | Bản mẫu:Lá cờIOC2team Kim Taek-Soo Oh Sang-Eun Ryu Seung-Min Lee Chul-Seung Joo Se-Hyuk | Bản mẫu:Lá cờIOC2team Tang Kwok Kei Li Ching Ko Lai Chak Cheung Yuk Leung Chu Yan                |
| Đội nam     | Bản mẫu:Lá cờIOC2team Ma Lin Kong Linghui Wang Liqin Liu Guozheng Yan Sen          | Bản mẫu:Lá cờIOC2team Kim Taek-Soo Oh Sang-Eun Ryu Seung-Min Lee Chul-Seung Joo Se-Hyuk | Bản mẫu:Lá cờIOC2team Chuang Chih-yuan Chiang Peng-lung Chang Yen-shu Wu Chih-chi Chen Cheng-kao |
| Đơn nữ      | Bản mẫu:Lá cờIOC2medalist                                                          | Bản mẫu:Lá cờIOC2medalist                                                               | Bản mẫu:Lá cờIOC2medalist                                                                        |
| Đơn nữ      | Bản mẫu:Lá cờIOC2medalist                                                          | Bản mẫu:Lá cờIOC2medalist                                                               | Bản mẫu:Lá cờIOC2medalist                                                                        |
| Đôi nữ      | Bản mẫu:Lá cờIOC2team Lee Eun-Sil Seok Eun-Mi                                      | Bản mẫu:Lá cờIOC2team Zhang Yining Li Nan                                               | Bản mẫu:Lá cờIOC2team Ryu Ji-Hae Kim Moo-Kyo                                                     |
| Đôi nữ      | Bản mẫu:Lá cờIOC2team Lee Eun-Sil Seok Eun-Mi                                      | Bản mẫu:Lá cờIOC2team Zhang Yining Li Nan                                               | Bản mẫu:Lá cờIOC2team Wang Nan Guo Yan                                                           |
| Đội nữ      | Bản mẫu:Lá cờIOC2team Kim Hyon-Hui Kim Hyang-Mi Kim Mi-Yong Kim Yun-Mi Ryom Won-Ok | Bản mẫu:Lá cờIOC2team Wang Nan Zhang Yining Li Nan Niu Jianfeng Guo Yan                 | Bản mẫu:Lá cờIOC2team Li Jiawei Jing Junhong Zhang Xueling Tan Paey Fern                         |
| Đội nữ      | Bản mẫu:Lá cờIOC2team Kim Hyon-Hui Kim Hyang-Mi Kim Mi-Yong Kim Yun-Mi Ryom Won-Ok | Bản mẫu:Lá cờIOC2team Wang Nan Zhang Yining Li Nan Niu Jianfeng Guo Yan                 | Bản mẫu:Lá cờIOC2team Aya Umemura An Konishi Satoko Kishida Ai Fukuhara Mikie Takahashi          |
| Đôi hỗn hợp | Bản mẫu:Lá cờIOC2team Cheung Yuk Tie Ya Na                                         | Bản mẫu:Lá cờIOC2team Ryu Seung-Min Ryu Ji-Hae                                          | Bản mẫu:Lá cờIOC2team Wang Liqin Wang Nan                                                        |
| Đôi hỗn hợp | Bản mẫu:Lá cờIOC2team Cheung Yuk Tie Ya Na                                         | Bản mẫu:Lá cờIOC2team Ryu Seung-Min Ryu Ji-Hae                                          | Bản mẫu:Lá cờIOC2team Ma Lin Li Nan                                                              |

## Bảng huy chương
| 1    | Bản mẫu:Lá cờIOC2team | 3 | 3 | 6  | 12 |
| 2    | Bản mẫu:Lá cờIOC2team | 2 | 3 | 3  | 8  |
| 3    | Bản mẫu:Lá cờIOC2team | 1 | 0 | 1  | 2  |
| 4    | Bản mẫu:Lá cờIOC2team | 1 | 0 | 0  | 1  |
| 5    | Bản mẫu:Lá cờIOC2team | 0 | 1 | 1  | 2  |
| 6    | Bản mẫu:Lá cờIOC2team | 0 | 0 | 2  | 2  |
| 7    | Bản mẫu:Lá cờIOC2team | 0 | 0 | 1  | 1  |
| Tổng | Tổng                  | 7 | 7 | 14 | 28 |

## Quốc gia tham dự
Tổng cộng 105 vận động viên từ 18 quốc gia hoàn thành nội dung bóng bàn tại Đại hội Thể thao châu Á 2002:
| - Bản mẫu:Lá cờIOC2 - Bản mẫu:Lá cờIOC2 - Bản mẫu:Lá cờIOC2 - Bản mẫu:Lá cờIOC2 - Bản mẫu:Lá cờIOC2 - Bản mẫu:Lá cờIOC2 - Bản mẫu:Lá cờIOC2 - Bản mẫu:Lá cờIOC2 - Bản mẫu:Lá cờIOC2 | - Bản mẫu:Lá cờIOC2 - Bản mẫu:Lá cờIOC2 - Bản mẫu:Lá cờIOC2 - Bản mẫu:Lá cờIOC2 - Bản mẫu:Lá cờIOC2 - Bản mẫu:Lá cờIOC2 - Bản mẫu:Lá cờIOC2 - Bản mẫu:Lá cờIOC2 - Bản mẫu:Lá cờIOC2 |